# Банковская комиссия
Банковская комиссия — плата клиента банку за его услуги по совершению операций по счетам клиента. Один из видов доходов коммерческого банка, получаемый за предоставление различных услуг некредитного характера. Банковские комиссии наряду с процентами по представленным кредитам и доходами от операций на финансовых рынках входят в состав операционных доходов банка.
Доля комиссионных доходов постепенно возрастает в связи с сокращением банковской маржи, то есть разницы между средней ставкой по размещенным и привлеченным средствам. Комиссионные доходы в отличие от процентных в меньшей степени сопряжены с различными рисками. Исключением являются банковские гарантии. Кроме того, банковские комиссии являются более стабильным источником дохода.

## Основания для получения комиссии
Комиссия может взиматься за следующие виды банковских услуг:
1. Расчетно-кассовое обслуживание, включая ведение счетов, совершение операций по ним, представление справок и выписок и т.д.
2. Операции с банковскими картами, включая годовые комиссии за обслуживание, переводы, снятие наличных и т.д.
3. Предоставление банковских гарантий.
4. Конверсионные операции.
5. Обслуживание валютных контрактов в рамках валютного контроля.
6. Брокерская деятельность на рынке ценных бумаг.
7. Услуги депозитария на рынке ценных бумаг.
8. Предоставление банковских (депозитарных ячеек).

Перечисленные услуги могут быть составной частью кредитного договора. Например, предоставление кредита может включать комиссию за открытие и ведение счета. Часто такие комиссии рассматриваются как называние услуг (см. Мисселинг), нарушающее свободу договора и права потребителя.

## Виды комиссий
Комиссии могут взиматься как в виде фиксированной суммы, так и виде процента от суммы операции. Например, предоставление банковской ячейки за регулярную фиксированную плату. Размер платы за денежный перевод может зависеть от величины перевода. Возможно также сочетание обоих способов. Например, при снятии денег в банкомате с кредитной карты может вводится комиссия в процентах, которая не может быть ниже некоторой минимальной суммы. Тогда при снятии небольших сумм комиссия будет фиксированной, а при снятии значительных сумм зависеть от размера операции.